# Korallkaktus
Korallkaktus (Rhipsalis baccifera) är en växtart i familjen kaktusväxter. Den förekommer, förutom i tropiska Amerika, även i Afrika, på Madagaskar, Seychellerna, Mauritius, Réunion och Sri Lanka. Detta är den enda kaktus som förekommer naturligt även utanför de amerikanska kontinenterna. En teori som skulle kunna förklara att den spridits mer än de andra kaktusarterna är att dess frön har transporterats av flyttfåglar. Denna spridning inträffade för så länge sedan att de korallkaktusar som förekommer utanför Amerika är en annan underart. En alternativ teori är att de följde med handelsskepp från Sydamerika till Afrika och att fåglar därefter spred dem vidare.